# Rectoria de l'Arboç
La Rectoria de l'Arboç és una obra del municipi de l'Arboç protegida com a bé cultural d'interès local.

## Descripció
És un edifici de tres plantes. Els baixos presenten una portalada d'arc de mig punt dovellat i una finestra d'arc mixtilini per banda amb una bonica reixa. La planta principal té al mig un balcó d'una sola porta balconera amb una barana de pedra decorada amb uns ulls de bou i sostinguda per mènsules. A cada banda hi ha una finestra de llinda i base que juntament amb la porta balconera presenta un trencaaigües de forma conopial. A sobre, i separades per una motllura que recorre tota la façana, hi ha l'última planta, amb una galeria amb cinc arcs rebaixats sostinguts per columnes poligonals, damunt les quals es pot veure l'embigat que forma la teulada.

## Història
L'edifici existia ja des d'antic a la vila, però no es pot precisar si la casa rectoral era emplaçada al mateix lloc des de bon principi. Documents del 1371 parlen de les males condicions en què es trobava. També un altre document de 1617 ens diu que era molt ruïnosa i que calia pagar un lloguer, per la qual cosa el rector volia abandonar-la, però es trobà amb la fèrria oposició dels jurats. Això originà la compra l'any 1630, per un tal Farrerol-Martí, d'un tros de terra a l'indret actual on es troba la rectoria. L'edifici anterior fou construït el 1638. Amb la Guerra de la Independència fou bastant malmès, cosa que obligà a certes reparacions. El 1852 hi ha constància que estava en mal estat. La cosa s'agreujà el 1897 en prendre possessió de la parròquia Mn. Gaietà Vilaplana. Com que la rectoria datava del 1638, es decidí fer-la tota nova. Les obres foren dirigides pel Sr. Camplloch i quedaren enllestides el setembre de 1902.